# Burna Boy
Damini Ebunoluwa Ogulu (Port Harcourt, 2 juli 1991), beter bekend onder zijn artiestennaam Burna Boy, is een Nigeriaanse zanger, songwriter en producer. Hij wordt gezien als een van Afrika's meest invloedrijke artiesten in het hedendaagse Afrobeats-muziekgenre.
Hij werd bekend in 2012 na het uitbrengen van de single "Like to Party", dat het belangrijkste nummer was van zijn eerste studioalbum L.I.F.E. In 2017 tekende hij bij het label Bad Habit/Atlantic Records in de Verenigde Staten en bij Warner Music Group. Zijn derde studioalbum Outside was zijn eerste bij een groter label. 
In 2019 won hij de award voor 'Best International Act' bij de BET Awards. Zijn vierde studioalbum, genaamd African Giant, kwam uit in juli 2019 en werd genomineerd in de categorie 'Best World Music Album' tijdens de 62e Grammy Awards in 2020. Een jaar later won hij voor ditzelfde album de Grammy voor 'Best World Music Album' tijdens de 63e Grammy Awards.

## Biografie en muziekcarrière

### Jeugd en opleiding
Burna Boy werd als Damini Ebunoluwa Ogulu geboren in het Nigeriaanse Port Harcourt. Zijn moeder Bose Ogulu werkte als tolk en zijn vader Samuel leidde een lasbedrijf. Zijn grootvader van zijn moeders kant was ooit de manager van Fela Kuti, iets dat zijn dochter (Damini's moeder) nu ook doet voor haar zoon. Ogulu groeide op in Zuid-Nigeria en begon zijn eigen beats te maken met FL Studio. Na zijn middelbare school verhuisde hij naar Londen om mediatechnologie te studeren aan de Universiteit van Sussex. Daarnaast studeerde hij ook mediacommunicatie en cultuur aan Oxford Brookes University van 2009 tot 2010. 
Na afronding van zijn studies keerde Burna Boy terug naar Port Harcourt en liep hij een jaar lang stage bij het Nigeriaanse radiostation Rhythm 93.7 FM in de hoofdstad Lagos. Na zijn verhuizing naar Lagos lanceerde hij ook zijn eigen muziekcarrière.

### L.I.F.EenOn a Spaceship(2012-2015)
Burna Boy's eerste studioalbum L.I.F.E werd uitgebracht op 12 augustus 2013 en was de opvolger van zijn tweede mixtape Burn Identity uit 2011. Het album verkocht 40.000 exemplaren op de eerste dag van de release, nadat de release van het album werd voorafgegaan door vijf singles: "Like to Party", "Tonight", "Always Love You", "Run My Race" en "Yawa Dey". Op dit eerste album werkte Burna Boy samen met verschillende populaire Afrikaanse artiesten, waaronder Timaya en Wizkid. Nigeria Entertainment Today plaatste het album op de 10e plaats in zijn lijst van de 12 beste albums van 2013 en in augustus 2013 bereikte L.I.F.E de nummer zeven in de lijst van Billboard's Reggae Albums.
In 2014 scheidde Burna Boy zich af van Aristokrat Records en een jaar later richtte hij het platenlabel Spaceship Entertainment op. Burna Boy's tweede studioalbum, getiteld On a Spaceship, werd uitgebracht op 25 november 2015.

### Outside(2018)
Op 19 januari 2018 was Burna Boy te horen op het nummer "Sunshine Riptide", dat voorkwam op het zevende studioalbum van de Amerikaanse rockband Fall Out Boy. Precies een week later, op 26 januari 2018, bracht hij zijn derde studioalbum Outside uit. Het album werd door de zanger omschreven als een mixtape en bestaat voornamelijk uit afrobeats, dancehall en reggae. Het bevat gastoptredens van verschillende Engelse muzikanten, waaronder Lily Allen en Mabel. Het album kreeg lovende kritieken en werd door Pulse Nigeria en Nigerian Entertainment Today uitgeroepen tot het beste Nigeriaanse album van 2018. Het won daarnaast verkozen tot 'Album van het Jaar' bij de Nigeria Entertainment Awards in 2018 en kwam in februari 2018 binnen op nummer drie in de Billboard Reggae Albums lijst. De single "Ye" van het album eindigde bij de meeste Nigeriaanse entertainmenttijdschriften bovenaan de eindejaarslijst als het beste nummer van 2018.

### African Giant(2019)
In 2019 werd Burna Boy's succes steeds internationaler. Op 3 januari 2019 werd Burna Boy naast Mr Eazi aangekondigd als een van de hoofdacts die op zouden treden op het Coachella Valley Music and Arts Festival. Op 24 juni 2019 won Burna Boy de award voor 'Best International Act' tijdens de BET Awards en in juli 2019 werd hij aangekondigd als Apple Music's 'Up Next'-artiest. Later dat jaar nam hij "Ja Ara E" (Yoruba voor "wijs worden" of "gebruik je hoofd") op voor Beyoncé's album The Lion King: The Gift, waarbij hij de enige gastartiest was met een eigen nummer op het album.
Burna Boy's vierde studioalbum, African Giant, werd uitgebracht op 26 juli 2019. Om het album te promoten ging hij op de internationale tour African Giant. In november 2019 werd hij de eerste Afrobeats-artiest die de SSE Arena in Belfast uitverkocht, en kreeg hij hiervoor een speciale plaquette om zijn prestatie te markeren.

### Twice as Tall(2020-2021)
In april 2020 trad Burna Boy op met zijn tour One World: Together at Home. Op 19 juni 2020 was hij te horen op de remix van het nummer "Jerusalema" van de Zuid-Afrikaanse producer Master KG, wat viraal ging op het internet en meerdere prijzen behaalde.
Zijn vijfde studioalbum Twice as Tall werd uitgebracht op 14 augustus 2020. Het werd geproduceerd door Diddy en zijn moeder Bose Ogulu. Het album werd zijn best verkochte project en kwam binnen op nummer één in de Billboard World Albums Chart. Op 24 november 2020 werd Twice as Tall genomineerd voor 'Best Global Album' tijdens de 63e Grammy Awards. Het was het tweede opeenvolgende jaar dat Burna Boy een nominatie kreeg in de categorie, en in zijn tweede nominatie wist hij de Grammy binnen te halen. Later dat jaar won hij de award voor 'Best International Act' op de BET Awards en werd daarmee de eerste Afrikaanse artiest die deze prijs drie keer op rij won. 
Burna Boy's nummer "Destiny" werd opgenomen in de playlist bij de inauguratie van Joe Biden. 

### Love, Daminien schietpartij in nachtclub (2022)
Burna Boy bracht zijn zesde studioalbum Love, Damini uit op 8 juli 2022. De release werd voorafgegaan door de singles "Kilometre" en "Last Last".
Op 8 juni 2022 schoten en verwondden gewapende bodyguards van Burna Boy naar verluidt twee mensen in een nachtclub in Lagos. Volgens de vrouw van een van de slachtoffers begon het incident nadat ze Burna Boy's uitnodiging om bij hem in het VIP-gedeelte te komen afwees. Vijf beveiligers die verbonden waren aan Burna Boy werden gearresteerd en aangeklaagd voor poging tot moord. De vrouw beschuldigde de zanger en zijn familie er later van dat ze haar familie het zwijgen probeerden op te leggen met zwijggeld. Tijdens een optreden in Lagos voor zijn Love, Damini tour ontkende Burna Boy zichtbaar overstuur alle geruchten over het schietincident in de nachtclub.

### 2023
In april 2023 bracht Burna Boy het nummer "Mera Na" uit in samenwerking met de in 2022 doodgeschoten Indiase artiest Sidhu Moose Wala. Het nummer kwam in de hitlijsten van verschillende internationale hitlijsten, waaronder de Billboard Global 200, Canada Hot 100 en New Zealand Hot Singles chart.
Op 10 juni werd Burna Boy de eerste artiest uit Afrika die optrad tijdens de UEFA Champions League Final Kick Off Show van Pepsi. De zanger stond op het podium in het Atatürk Olympisch Stadion in Istanbul voor meer dan 71.412 supporters en een televisiepubliek van meer dan 700 miljoen mensen. 
In juni 2023 kwam Burna Boy in Nederland niet opdagen voor een uitverkocht concert in Gelredome, Arnhem. Twee weken later trad hij op zijn verjaardag op tijdens Down The Rabbit Hole bij Ewijk.
Burna Boy voert in 2023 Spotify's lijst van top 10 afrobeats artiesten wereldwijd aan.

## Privé
Burna Boy begon in 2018 te daten met de Britse rapper Stefflon Don. In 2022 werd bekend dat ze uit elkaar gingen.

## Discografie
- L.I.F.E (2013)
- On a Spaceship (2015)
- Outside (2018)
- African Giant (2019)
- Twice as Tall (2020)
- Love, Damini (2022)
- I Told Them... (2023)
- No Sign of Weakness (2025)

## Awards

### Grammy Awards
- 2020: Nominatie 'Best World Music Album' voor African Giant
- 2021: Winnaar 'Best World Music Album' voor African Giant
- 2023: Nominatie 'Best Global Music Performance' voor Last Last
- 2023: Nominatie 'Best World Music Album' voor Love, Damini

### BET Awards
- 2018: Winnaar 'Best International Act'
- 2020: Winnaar 'Best International Act'
- 2021: Winnaar 'Best International Act'

### MTV Europe Music Awards
- 2019: Winnaar 'Best African Act'
- 2020: Nominatie 'Best African Act'
- 2022: Winnaar 'Best African Act'

### Edison Award
- 2020: Winnaar Best World Album voor African Giant

### All Africa Music Awards (AFRIMA)
- 2015: Winnaar 'Best African Collaboration' voor All Eyes On Me (samenwerking met Da L.E.S en JR)
- 2019: Winnaar 'West African Male Artiste of the Year'
- 2019: Winnaar 'Artist of the Year'
- 2019: Nominatie 'Album of the Year'
- 2019: Nominatie 'Best African Collaboration' voor Killin' Dem (samenwerking met Zlatan)
- 2019: Nominatie 'Song of the Year' voor On The Low
- 2023: Winnaar 'Artist of the Year'
- 2023: Winnaar 'Album of the Year' voor Love, Damini
- 2023: Nominatie 'Song of the Year' voor Last Last